# 乳糖不耐
乳糖不耐（英語：Lactose Intolerance），又称乳糖消化不良或乳糖吸收不良，是有關乳糖的食物不耐症，乳糖常見於乳製品中。受乳糖不耐影響的人在症狀出現前可以耐受的乳糖量各不相同。症狀可能包括腹痛、腹脹、腹瀉、產氣及嘔吐，這些通常在喝完牛奶後半小時到兩小時間開始發生。嚴重度取決於一個人所吃或喝的量。乳糖不耐本身不會破壞消化道。
乳糖不耐是由於小腸中的乳糖酶不足，因此無法將乳糖分解成葡萄糖和半乳糖。有四種類型：原發性，繼發性，發育性和先天性。原發性乳糖不耐症是指乳糖酶的量會隨著人們年齡增長而下降。繼發性乳糖不耐症是由於小腸的損傷，例如感染，炎症性腸病或其他疾病。發育性乳糖不耐症可能發生在早產兒，而通常可在短時間內獲得改善。先天性乳糖不耐症是一種罕見的遺傳性疾病，其中患者乳糖酶很少或根本沒有乳糖酶。
如果在飲食中消除乳糖後，就沒有對應症狀，則可以確認診斷。其他支持性測試包括氫氣呼吸測試和糞便酸度測試。可能產生類似症狀的其他疾病包括大腸激躁症，乳糜瀉和炎症性腸病。乳糖不耐症不同於牛奶過敏。處置方法通常是通過減少飲食中的乳糖量或服用乳糖酶補充劑。乳糖不耐症患者人數未知。隨著年齡的增長，乳糖酶下降的人口百分比在北歐小於10%，在亞洲和非洲部分地區則高達95%。發病時間通常發生在兒童晚期或成年期。根據目前資料，約在一萬年前，已經有部份人種發展出了在成年期時消化乳糖的能力。

## 名称与分类
“乳糖不耐”一词通常指在食用含有乳糖的食物后产生一种或多种不良反应。乳糖不耐的人对乳糖的耐受程度不同，从而这些不良反应也有轻重区别。而“乳糖消化不良”一词指的是乳糖酶不足所伴随的生理状态（体内的乳糖酶水平不足以消化摄入的乳糖）。
按照原因不同，乳糖酶缺乏可分为以下三类：
- 原发性乳糖酶缺乏只限于成年人，由遗传因素导致，其原因是缺乏一种产生乳糖酶持久性（英语：Lactase persistence）的等位基因[8][9]。这是乳糖不耐的最常见类型：世界上大多数人没有乳糖酶持久性的基因[10]。
- 继发性乳糖酶缺乏，又称暂时性乳糖酶缺乏，是各种原因造成的小肠损伤导致的。常见的病因包括肠胃炎、腹泻、化学疗法、肠道寄生虫及其它环境因素。[8][11][12]
- 先天性乳糖酶缺乏是指由于常染色体上缺乏一种隐性等位基因而导致人体出生时就无法製造乳糖酶。患者先天无法消化乳糖，从而不能消化母乳。这种类型非常罕见，在芬兰发生率相对较高[13]。

乳糖不耐与免疫反应无关，并非一种食物过敏。而牛奶过敏是由牛奶中的蛋白质诱发的免疫反应造成的，其症状也与乳糖不耐非常不同。

## 症状
乳糖不耐的主要症状是在摄入乳糖后出现不良反应，包括腹胀、腹痛、排气、腹泻、腹鸣和呕吐（青少年尤其常见）。这些症状通常在摄入乳糖半小时到两小时后出现，其严重程度与乳糖摄入量有关。乳糖不耐的人并非一旦摄入乳糖就会出现腹泻等不良反应，而是当摄入超过一定“安全量”后才会出现反应，而“安全量”的大小则因人而异。比如虽然日本人九成以上有乳糖不耐，但大多数人可以每天喝200毫升的牛奶而没有任何不适。
先天性乳糖不耐在世界各地区都是一种严重疾病，因为患者的乳糖酶合成从出生起就受到抑制，使得婴儿难以进食牛奶。在20世纪前，患此病的婴儿经常无法存活。此后，随着豆制品配方奶粉和无乳糖奶粉的出现，此病死亡率有所降低。

## 生物机理
乳糖不耐的成因是乳糖酶缺乏。乳糖是一种双醣，广泛存在于乳汁和乳制品中。乳糖在消化系统内，需要在乳糖酶的催化下分解为葡萄糖和半乳糖后，才能被吸收。婴儿通常可以正常合成乳糖酶，从而消化母乳中的乳糖。断奶后，乳糖酶的合成会逐渐减少。如果由于种种原因导致小肠内乳糖酶不足，那么未经消化的乳糖会从小肠进入大肠。大肠内的微生物利用乳糖发酵，产生大量气体（氢气、二氧化碳、甲烷的混合物），引起腹胀、放屁等症状。同时，未消化的糖分和发酵产物会使大肠内的渗透压升高，导致流入肠道内的水量增加，从而引起腹泻。这就是乳糖不耐。由于乳糖不耐症状是和未消化乳糖进入大肠有关，肠道菌群组成可能决定是否产生症状。
乳糖酶缺乏主要由遗传因素导致。大多数哺乳动物的幼体在断乳后，开始逐渐的减少乳糖酶的合成。人类第2号染色体上的LCT 基因负责乳糖酶的合成，成年后，该基因的活动减弱，造成乳糖不耐。人类的幼儿在4岁的时候通常会失去90%的乳糖消化能力，但各人、各族群之间的差异很大。几千甚至上万年前，一些人类族群出现基因突变，使得LCT 基因在断乳后可以继续表达，从而表现出乳糖耐受性例如，第2号染色体上 MCM6 基因的DNA序列与LCT 基因在断乳后是否继续表达有关，MCM6的特定突变可产生乳糖耐受性。造成乳糖耐受性的基因突变不止一种，多种突变在不同时间独立发源于世界上多个地区（非洲、欧洲、中东等），并在后来逐渐融合（这是一种趋同进化）。关于该变异发源的具体时间和地点科学上尚无一致的结论。乳糖不耐是隐性遗传的，即由双亲提供给后代的一对等位基因中，只有当两个都是乳糖不耐基因时，才会表现出乳糖不耐。
乳糖酶缺乏也可能与非遗传因素有关。例如，很多肠炎患者在摄入乳糖后，也会出现消化系统不良反应，但是目前尚不清楚这些症状与乳糖酶缺乏的关联。

## 人群比例
在全球部分族群和地区，很长一段的历史时期，人们的食物来源都依赖于未发酵的乳制品。相应的，这些地区的乳糖不耐发生率也比世界其他地区低。而人類掌握出了乳品加工技術後，乳糖不耐症的成年人也可以吸收乳製品的養分，這些地區乳糖不耐症則被保留了下來。乳糖不耐症在美國白人群體、北欧和澳大利亚较少，但在非洲、亚洲和南美很常见。乳糖不耐症患者在食用乳制品时有的会有消化系统反应，包括恶心、呕吐、腹泻等。
| 族群/地区            | 不耐比例 |
| -------------------- | -------- |
| 东亚                 | 90-100%  |
| 中亚                 | 80%      |
| 非裔美国人（北美）   | 75%      |
| 非洲人               | 70-90%   |
| 印度人（印度南部）   | 70%      |
| 法国人（法国南部）   | 65%      |
| 巴尔干半岛           | 55%      |
| 拉丁裔美国人（北美） | 51%      |
| 印度人（印度北部）   | 30%      |
| 英裔美国人（北美）   | 21%      |
| 意大利人             | 20-70%   |
| 法国人（法国北部）   | 17%      |
| 芬兰人               | 17%      |
| 奥地利人             | 15-20%   |
| 德国人               | 15%      |
| 英国人（英国）       | 5-15%    |

有意思的是家猫也有类似的趋势：全球不少的家猫特别是亚洲品种成年后不耐摄入乳糖，喝牛奶会拉肚子。而很多欧洲品种则因为类似的基因变异不存在这个问题。

## 诊断
诊断乳糖不耐，主要是要在摄入过量的乳制品后看肠胃的反应。如果被诊断者确实有乳糖不耐，那么在过量摄入乳品后，会出现相应临床反应，但何时出现因人而异。通常，不良反应会在30分钟内出现，但也有的人长达两个小时后才出现不良反应，这主要跟进食了什么其他食物、以及从事了什么身体活动有关。具体症状、以及严重程度也会因人而异，最常见的症状有恶心、呕吐、腹痛、腹胀、腹泻。
需要注意的是，乳糖不耐和牛乳过敏是完全不同的。牛乳过敏本质上是人对牛奶中某种蛋白质产生的免疫反应，而乳糖不耐跟免疫系统无直接关系。临床上，为了区分二者，可以令被诊断者喝无乳糖牛奶，然后看不良反应还是否出现。如果反应不再出现，说明有乳糖不耐。但如果不良反应仍然存在，只能说明患者对牛乳过敏，并不能证明患者是耐受乳糖的，因为乳糖不耐和牛乳过敏有可能同时出现在同一个人身上。如需确诊乳糖不耐，可进行下列四种医学测试之一：
- 隔夜禁食后，摄入25克的乳糖，例如可口服乳糖的水溶液。如果这些乳糖无法被消化，就会在肠道细菌的代谢下产生氢气或甲烷。而这两种气体可以由临床气相色谱仪等医疗器械检测出来。整个检测过程需要约2.5小时。如果病人呼吸中的氢气或甲烷含量高，就表示乳糖不耐的几率大。这是最准确的乳糖不耐的检测方法。但由于这种测试可能导致严重腹泻，所以通常不对婴幼儿使用。
- 乳糖耐受的人，在摄入乳糖后，血液乳糖酶含量会在一到两小时内攀升到一个高峰，峰值乳糖酶含量是平时的1.5到2倍。而乳糖不耐的人在摄入乳糖后，血液乳糖酶含量会保持平稳，不会出现高峰。这一现象也可用于乳糖不耐的诊断。具体步骤如下：病人在隔夜禁食后，进行一次抽血，再在服用含有50毫克乳糖的水溶液后，进行多次抽血，分别在摄入乳糖的半小时、一小时、两小时、三小时后。如果摄入的乳糖不能正常消化，那么血样中的乳糖上升速度应该低于20微克/升。
- 除以上方法，粪便酸碱性、肠道病理切片等也可用于诊断乳糖不耐

## 症状预防
成年人的乳糖不耐并非疾病，只是一部分人的特性，所以一般认为不需要治疗。但在一些国家和地区，大多数人口都能耐受乳糖，于是对于生活在这些地区的人，无法耐受乳糖可能给生活带来一定不便。
目前，尚无办法可以使乳糖不耐的人变得能耐受乳糖。不过有案例表明，人的乳糖耐受程度并非一成不变的，而是可能会随健康状况或怀孕等因素变化。例如，有研究表明，在乳糖不耐的女性中，44%的人会在怀孕时表现得能耐受乳糖。这一现象可能跟怀孕期间食物在肠内的停留时间变长、以及肠道菌群变化有关。
另外，活性酸奶中的乳酸菌也可以帮助缓解乳糖不耐症状，因为乳酸菌可以帮助消化其他乳制品中的乳糖。例如，很多南亚地区的人虽然从基因上说是乳糖不耐的，但活性酸奶在该地区是非常普遍的食品，这可能导致了这里很多人即便是摄入大量乳品也不会出现明显不良反应。酸奶在这方面的有效成分可能是β-半乳糖苷酶。辐照杀菌相比活菌不会降低效果，但巴氏杀菌和离心破壁会。
乳糖不耐并没有严格的界定，而是有程度上的分别。不同人体内产生乳糖酶的量不同，从而能耐受的乳糖量也不同。乳糖不耐本身对健康没有太大影响，所以只需预防其症状即可。

### 避免摄入乳糖
乳糖主要存在鲜乳和乳制品中。在不同物种的鲜乳中，人乳的乳糖含量较高，约7毫克/克，而新鲜的牛羊乳的乳糖含量在4.7-4.9毫克/克左右。在乳制品中，值得注意的是，脱脂或低脂乳制品的乳糖含量比常规乳制品会稍高一些。这跟凝乳这一食品加工工艺有关，同时也跟脱脂和低脂奶中常添加的非脂乳固体有关。
要控制乳糖不耐的症状，最根本的是限量食用乳制品。由于每个人消化乳糖的能力都不同，因此最佳的乳糖限量方案也要因人而异的制定，并在实践中摸索。如果一定要食用乳品，应避免一次性大量摄入，并尽量与其他固体食物一同食用。另外，豆奶、杏仁露、豆腐等产品可以部分替代乳制品的营养（尤其是蛋白质和钙）和烹饪效果。
優酪乳因为乳酸菌分泌乳糖酶而且已经分解了一部分乳糖，比鲜奶容易消化。另外，瑞士干酪、Cheddar等硬乳酪，由于其制作工艺和发酵过程，乳糖含量也比同量的牛乳低得多。
避免乳製食品的同时，也要注意到其他很多食品所含的添加剂，例如面包里加入的乳清、高蛋白人造食品中的乳清蛋白、药品中用来增加体积的乳糖。
此外，近年来食品工业界还发明了两种降低鲜乳乳糖含量的技术：通过固定有乳糖酶的介质过滤，或者加入乳酸杆菌（L. acidophilus）。
近年來市面上出現了專門針對乳糖不耐人群的無乳糖乳製品(Lactose-Free)，以解決此類人群難以代謝乳製品的問題。

### 乳糖酶药物
一般为口服片状，有效时间为30-45分钟。也有液体的乳糖酶，可以用来滴进鲜乳中提前消化乳糖。 长期使用乳糖酶药物价格不菲，但偶尔在外使用能为乳糖不耐症患者带来一定的就餐自由。

### 餵哺無乳糖配方奶粉
無乳糖配方奶粉是一種含有全面營養、不含乳糖的嬰兒奶粉配方，由牛奶製成，專為乳糖不耐症的嬰兒調製；類似功效的尚有低乳糖與半乳糖配方。配方奶使用應遵循醫生囑咐。

## 命名
根据科学家研究(Heyman 2006)世界上80%的成年人都存在乳糖不耐的情况。因此有些人认为乳糖耐受性不是一个标准，相对着应该把剩下的20%少数人命名为乳糖耐受群体。

## 延伸閱讀
- Durand, P. . Ed. E. Rossi, E. Gautier, and J. W. Weber  (编). . Basel. 1959: 496–502.
- Holzel A, Schwarz V, Sutcliffe KW. . Lancet. 1959, 1 (7083): 1126–8. PMID 13665980. doi:10.1016/S0140-6736(59)90710-X.
- Carroccio A, Montalto G, Cavera G, Notarbatolo A. . J Am Coll Nutr. 1998, 17 (6): 631–6  [2014-01-30]. PMID 9853544. doi:10.1080/07315724.1998.10718813. （原始内容存档于2009-05-29）. （页面存档备份，存于）
- McGee, Harold. . . New York: Scribner. 2004: 14–15. ISBN 0-684-80001-2.
- Rusynyk RA, Still CD. . J Am Osteopath Assoc. 2001, 101 (4 Suppl Pt 1): S10–2  [2006-08-02]. PMID 11392211. （原始内容 (PDF)存档于2006-01-09）. （页面存档备份，存于）